# Źródło neutronów
Źródło neutronów jest ogólnym terminem odnoszącym się do różnego rodzaju urządzeń emitujących neutrony niezależnie od użytego mechanizmu emitowania neutronów. W zależności od wielu parametrów włączając w to energię neutronów emitowanych przez źródło neutronów, ich ilości, wielkości źródła, kosztu wyprodukowania i utrzymania źródła oraz regulacji prawnych związanych ze źródłem, urządzenia te znajdują zastosowanie w wielu dziedzinach fizyki, inżynierii, medycyny, broni jądrowej, eksploracji ropy, biologii, chemii, energii jądrowej i innych gałęziach przemysłu.
- Spalacyjne źródło neutronów – wysokoenergetyczny proton rozpędzony w akceleratorze trafia w jądro ciężkie (zazwyczaj płynnej rtęci).
- Samorzutny rozpad alfa izotopu kalifornu (252).
- Źródła polonowo-berylowe i radowo-berylowe. Są to stopy w których cięższy pierwiastek np. polon jest silnym emiterem cząstek alfa. Cząstka alfa trafiając w jądro berylu pozwala mu przejść w stan wzbudzony izotopu węgla 13C osiągający później swój stan podstawowy przez emisję neutronu.